# Planet (Software)
Planet ist ein serverseitiger Feedreader für Aggregator-Dienste, der zur Zusammenfassung verschiedener Nachrichtenquellen auf Websites genutzt wird. Das Programm ist freie Software und wurde ursprünglich 2004 für Aggregator-Dienste der Linux-Distribution Debian und der Desktopumgebung Gnome entwickelt, die die Blogs der Entwickler auf einer Website zusammenfassten.
Im übertragenen Sinn wird der Begriff allgemein für Websites verwendet, die mittels eines Feed-Aggregators verschiedene Nachrichtenquellen, vor allem Blogs, zusammenfassen.

## Beschreibung
Geschrieben wurde das Programm in der Programmiersprache Python. Es benötigt als Voraussetzung die Version 2.2 dieser Sprache und steht laut Angabe des Anbieters unter derselben Lizenz.
Das Programm versteht mittels des von Mark Pilgrim entwickelten Universal Feed Parser Web-Feed in den Formaten RSS und Atom sowie das Resource Description Framework (RDF). Mittels der htmltmpl-Engine werden die Ergebnisse als statische Dateien ausgegeben.
Alternative Programme mit ähnlicher Funktionsweise sind Feedjack, Venus, Moonmoon und Plagger.
Auch mit Hilfe von WordPress zusammen mit dem Plugin FeedWordPress lässt sich ein Planet realisieren.